# Match de football France - Sélection de joueurs professionnels néerlandais (1953)
Le match de football France - Sélection de joueurs professionnels néerlandais (présenté à l'époque comme France - Pros Hollandais) du 12 mars 1953 au Parc des Princes à Paris est un match de bienfaisance aux victimes de l'inondation survenue aux Pays-Bas dans la nuit du 31 janvier au 1er février 1953. Ce match appelé Watersnoodwedstrijd aux Pays-Bas est considéré comme le déclencheur du football professionnel dans le pays, il est remporté 2 à 1 par la sélection de joueurs néerlandais pros jouant tous à l'étranger, le sport professionnel étant interdit à l'époque aux Pays-Bas.

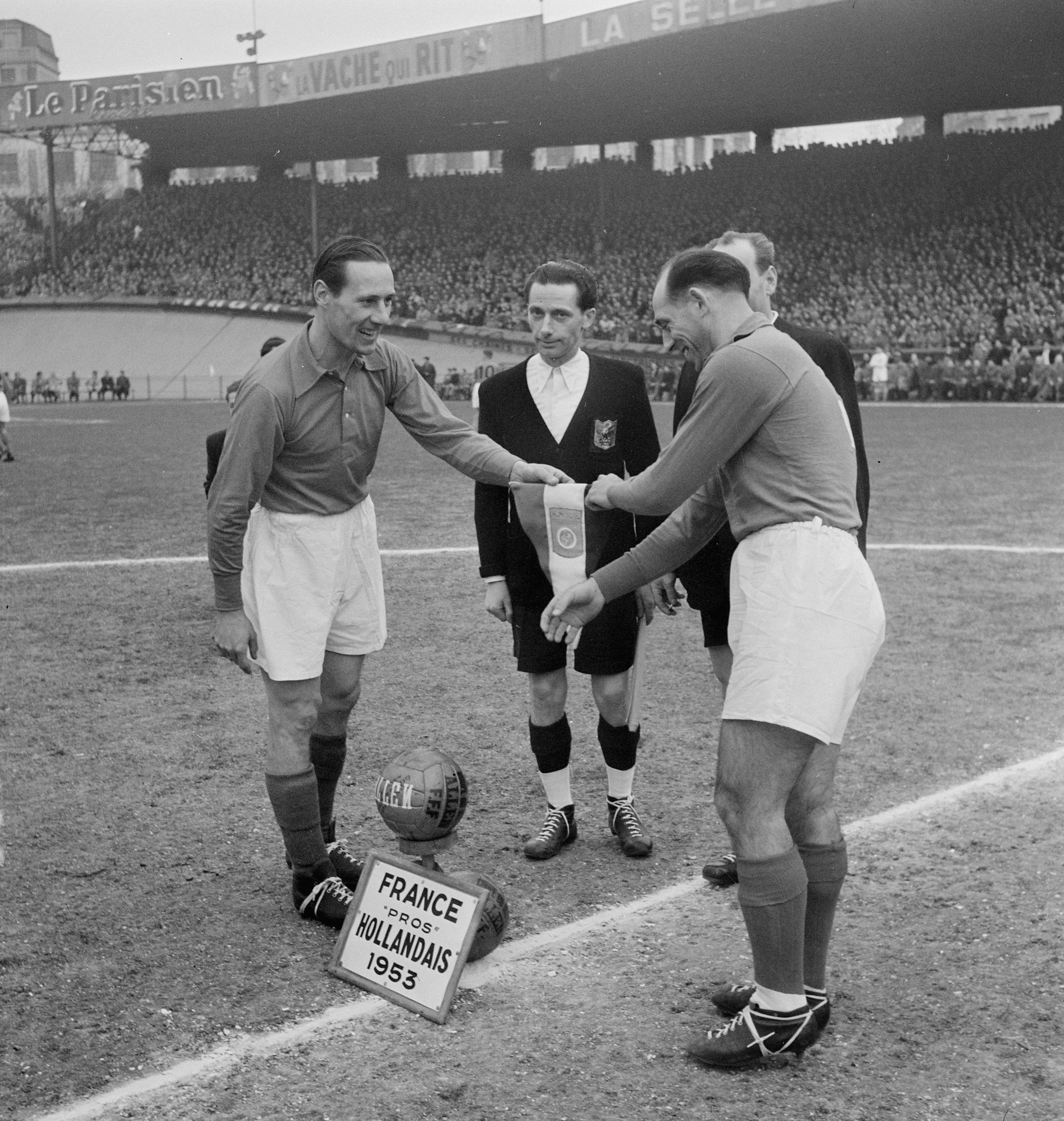
Echange de fanions (12. mars 1953) - Bram Appel et Roger Marche

## Contextes

### Contexte social
Le raz-de-marée de 1953 en mer du Nord est une catastrophe naturelle survenue la nuit du 31 janvier au 1er février 1953. Le niveau de la mer le long de la côte des Pays-Bas, Belgique et Royaume-Uni est soudainement monté. Les conséquences de ce raz-de-marée furent désastreuses : plus de 2 500 morts (dont 1 835 aux Pays-Bas), 160 000 hectares de terres inondées, de nombreuses têtes de bétail noyées, et beaucoup de bâtiments détruits ou endommagés.
Le jour même de la catastrophe, le Prince Bernhard des Pays-Bas crée un fonds d'aide aux victimes. La fédération néerlandaise de football (KNVB) annonce l'organisation d'un match de bienfaisance pour récolter des fonds. Le match se joue le 7 mars 1953 à Rotterdam entre l'équipe des Pays-Bas composée de joueurs amateurs et l'équipe du Danemark

### Situation du football aux Pays-Bas
En 1953, la fédération néerlandaise affirme sa détermination à préserver son statut amateur. Elle refuse donc le statut professionnel à ses équipes et ses joueurs. Sur ordre de la fédération, un joueur qui part à l'étranger dans une équipe professionnelle (la France ou l'Italie sont alors des destinations privilégiées) ne peut plus prétendre jouer pour la sélection néerlandaise. Ces joueurs seront même désignés comme de la racaille. De ce fait, l'équipe des Pays-Bas composée uniquement de joueurs amateurs ne brille guère sur la scène internationale. 
Au sortir de la Seconde Guerre mondiale, elle ne participe pas aux éliminatoires des Coupes du monde 1950 et 1954. Aux Jeux olympiques de 1948 à Londres, elle gagne au tour préliminaire contre l'Irlande (3-1), mais sera sortie dès le premier tour par les Britanniques (3-4 après prolongation). Quatre ans plus tard à Helsinki, elle est défaite par le Brésil dans la phase préliminaire (1-5).
De novembre 1949 à octobre 1954, l'équipe nationale dispute 28 matchs, n'en remportant que trois et concédant trois matchs nuls.

### Situation du football en France
De 1950 à 1952, l'équipe de France dispute 19 matchs, avec 8 victoires, 5 nuls et 6 défaites. Les Bleus signent quelques brillants résultats comme un match nul 2-2 en 1951 contre l'Angleterre à Highbury. Il s'en faut de très peu que l'équipe de France soit la première équipe du continent à battre les Anglais sur leurs terres.
Une génération dorée de joueurs avec Kopa et Jonquet, entre autres, commence à faire parler d'elle. En 1953, la France prépare sa qualification pour la Coupe du monde de 1954 en Suisse et compte parmi les meilleures équipes au monde.

## Le match de bienfaisance officiel
Lorsque la fédération néerlandaise annonce l'organisation d'un match de bienfaisance, la France, l'Allemagne et le Danemark se portent de suite candidats. Le choix se porte sur le Danemark, qui comme les Pays-Bas prône l'amateurisme et bannit ses joueurs qui partent à l'étranger. Le match officiel ainsi appelé Rampenwedstrijden (match pour la catastrophe) a lieu le 7 mars 1953 à Rotterdam devant 63 000 spectateurs au stade De Kuip. Les Danois gagneront le match 2 à 1, qui permettra de récolter 200 000 florins pour le fond d'aide.

## Le match à Paris

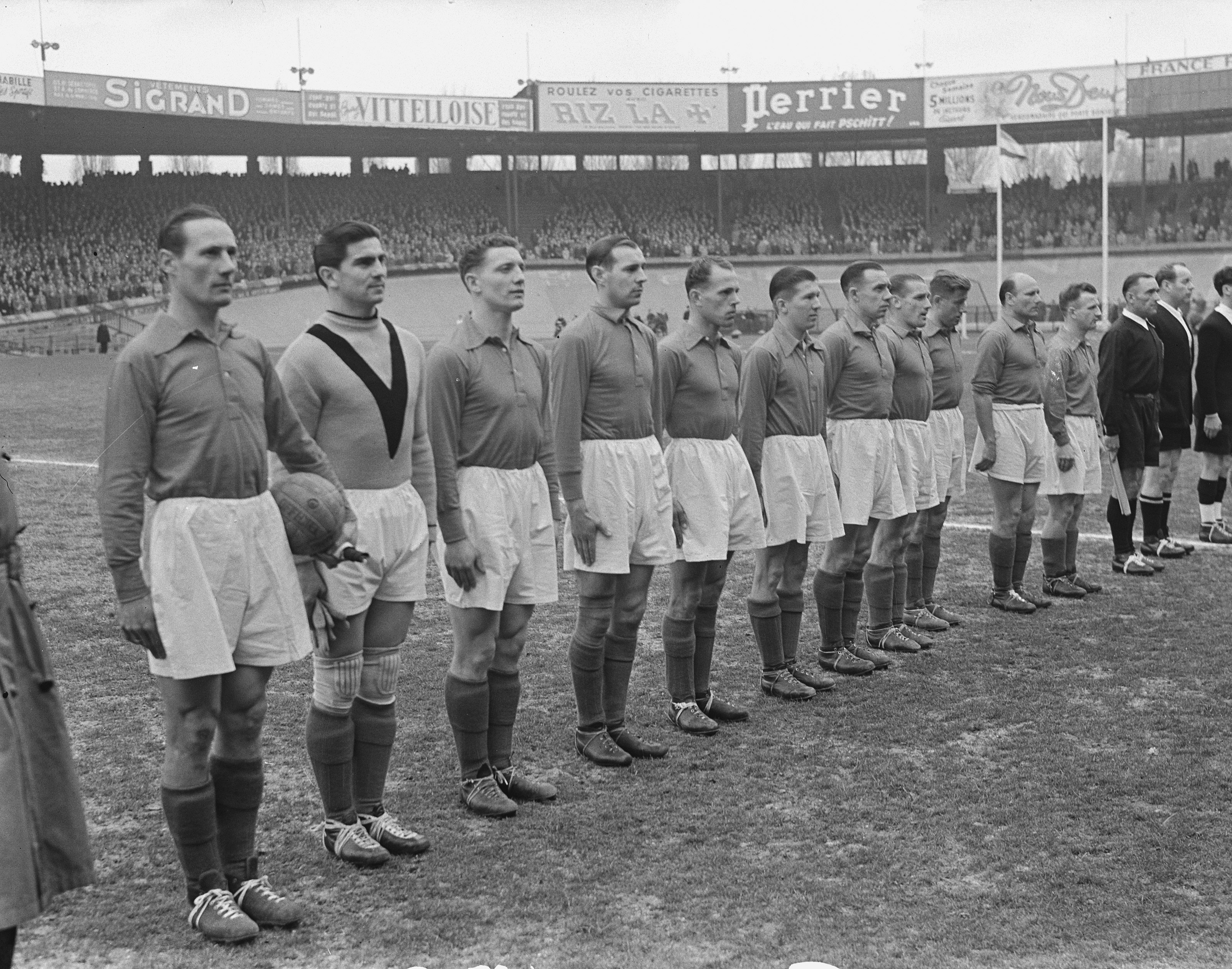
L'équipe des Pros Hollandais

Cinq jours après le match de bienfaisance officiel une sélection de joueurs néerlandais jouant à l'étranger rencontre l'équipe de France à Paris.

### Les préparatifs
Le footballeur néerlandais Theo Timmermans qui joue au Nîmes Olympique voulait organiser un match de bienfaisance à Nîmes contre une sélection du Sud de la France, en faisant part de son projet à la fédération française de football, celle-ci lui propose un match contre l'équipe de France à Paris. Bram Appel un autre joueur néerlandais au service du Stade de Reims devint co-organisateur, celui-ci étant plus proche de la capitale. Plusieurs joueurs en activité en France répondent à l'appel, seul le gardien de but Frans de Munck n'évoluait pas en France mais en Allemagne au 1.FC Cologne. Faas Wilkes qui jouait en Italie à Turin aurait voulu participer, mais son club le Torino FC ne l'a pas libéré. L'ancien international français Edmond Delfour se propose comme entraîneur de la sélection de joueurs professionnels néerlandais qui n'avaient jamais joué ensemble.
La fédération néerlandaise, qui voulait d'abord interdire le match mais qui plia sous la pression du Prince Bernhard, avait demandé que les joueurs ne portent pas la tenue traditionnelle orange, ni que soit interprétée l'hymne national. Les joueurs apparaissent au Parc des Princes dans un maillot rouge, un short blanc et des bas bleus, les couleurs du drapeau néerlandais. L'hymne qui sera interprété est Wien Neêrlands Bloed (en) qui était l'ancien hymne national des Pays-Bas. Sur la photo officielle l'équipe est annoncée comme Pros Hollandais.
L'équipe était composée d'attaquants et de milieux de terrain qui ne se connaissaient pas, si bien que le milieu de terrain Gerrit Vreken et l'ailier gauche Arie de Vroet étaient obligés de jouer en défense.

### Déroulement du match
Le coup d'envoi du match entre l'équipe de France et les Pros Hollandais est donné à 15h00 au Parc des Princes à Paris, devant 10 000 supporters néerlandais et 30 000 supporters des Bleus. Les Néerlandais ne s'étaient rencontrés que deux jours avant le match. Le journal L'Équipe écrira le lendemain 

« leur défense concentrée, leur retenue et leur peur anesthésiait nos joueurs »

— L'Équipe
.  Les Néerlandais parviennent à marquer un but dès la 11e minute, mais celui-ci sera invalidé par l'arbitre luxembourgeois, pour hors-jeu. À la 34e minute sur une passe de Raymond Kopa, Jean Saunier l'attaquant du Havre AC dribble la défense et le gardien avant de pousser la balle dans le but. Malgré une position de hors-jeu discutable, le but sera validé pour les Bleus. Le gardien de but Frans de Munck sauva plusieurs fois son équipe, de ce fait le score à la mi-temps n'était que de 1 à 0.
La deuxième période se déroula fort différemment, les Néerlandais commençaient à prendre le contrôle du jeu, Bertus de Harder délaissa son aile pour organiser le jeu au milieu du terrain, et à la 58e minute sur un tir du Stéphanois Kees Rijvers relâché par le gardien français César Ruminski, de Harder parvient à égaliser. Les Néerlandais cumulaient ensuite les chances et fort logiquement marquent à la 81e minute après un coup franc tiré par Jep de Kubber, dévié par Theo Timmermans sur Bram Appel qui marque pour le score final de 2 à 1.
L'ancien footballeur Gabriel Hanot devenu journaliste écrira le lendemain dans L'Équipe : Les Français caressèrent le ballon, les Hollandais le jouèrent. 

#### Feuille du match
| Titulaires : |  |
| |  |
| César Ruminski (Lille OSC) Roger Marche (Reims) Robert Jonquet (Reims) Lazare Gianessi (Roubaix) René Gaulon (Stade français) Armand Penverne (Reims) René Gardien (Sochaux) Joseph Ujlaki (Nîmes) Léon Deladerrière (Nancy) Jean Saunier (Le Havre) Raymond Kopa (Reims) |  |
| Entraîneur : |  |
| Pierre Pibarot |  |

| Titulaires : |  |
| |  |
| Frans de Munck (1.FC Cologne) Gerrit Vreken (Nantes) Cor van der Hart (Lille OSC) Arie de Vroet (Rouen) Rinus Schaap (RC Paris) Joop de Kubber (Bordeaux) Theo Timmermans (Nîmes) Kees Rijvers (Saint-Etienne) Bram Appel (Reims) Jan van Geen (Nantes) Bertus de Harder (Bordeaux) |  |
| Remplaçants : |  |
| Wilhelm van Lent (Lens) Johannes Röhrig (Roubaix) |  |
| Entraîneur : |  |
| Edmond Delfour |  |

| Titulaires : |  |
| |  |
| César Ruminski (Lille OSC) Roger Marche (Reims) Robert Jonquet (Reims) Lazare Gianessi (Roubaix) René Gaulon (Stade français) Armand Penverne (Reims) René Gardien (Sochaux) Joseph Ujlaki (Nîmes) Léon Deladerrière (Nancy) Jean Saunier (Le Havre) Raymond Kopa (Reims) |  |
| Entraîneur : |  |
| Pierre Pibarot |  |

| Titulaires : |  |
| |  |
| Frans de Munck (1.FC Cologne) Gerrit Vreken (Nantes) Cor van der Hart (Lille OSC) Arie de Vroet (Rouen) Rinus Schaap (RC Paris) Joop de Kubber (Bordeaux) Theo Timmermans (Nîmes) Kees Rijvers (Saint-Etienne) Bram Appel (Reims) Jan van Geen (Nantes) Bertus de Harder (Bordeaux) |  |
| Remplaçants : |  |
| Wilhelm van Lent (Lens) Johannes Röhrig (Roubaix) |  |
| Entraîneur : |  |
| Edmond Delfour |  |

### Réactions d'après-match

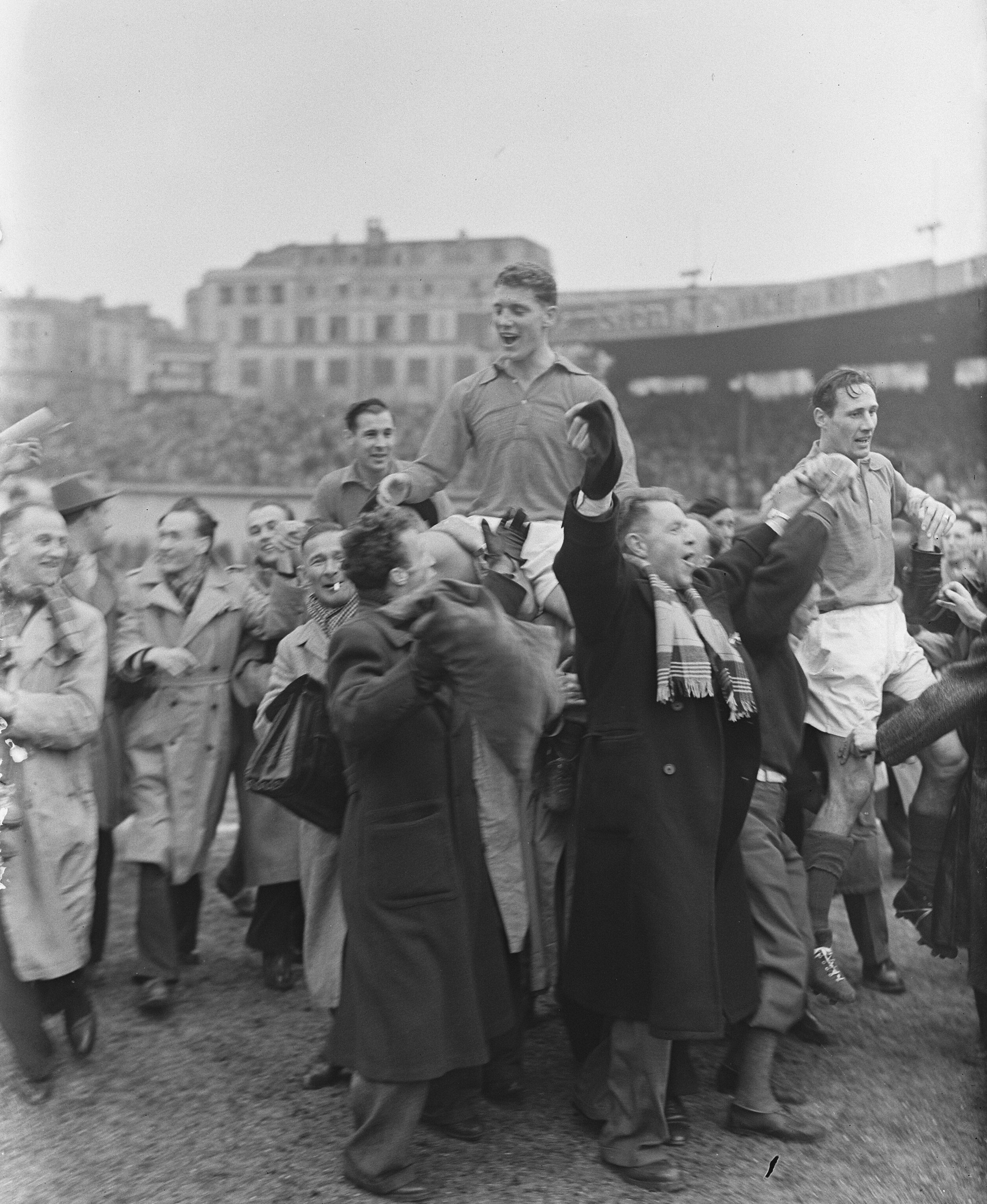
Les joueurs néerlandais portés en triomphe à la fin du match

Le match permet de récolter plus de 114 000 florins pour le fond d'aide, mais aux Pays-Bas les journaux ne tarissent pas d'éloges sur l'équipe qui a battu la France. Abe Lenstra qui joua cinq jours plus tôt le match à Rotterdam était dépêché par le journal Sport en Sportwereld pour rapporter le match, dans son article élogieux sur la performance des joueurs pros il constate qu'avec leur départ des Pays-Bas ils se sont considérablement amélioré sur le point technique, tactique et physique.
Cor van der Hart le joueur du Lille OSC déclare à L'Équipe : 

« Nous avons gagné contre l'équipe de France, c'est fantastique. Mais nous avons prouvé ce que nous en tant que joueurs professionnels sommes capable de faire. Est-ce que notre fédération amateure va comprendre la signification de ce succès ? »

— Cor van der Hart
.
D'après les dires de Kees Rijvers, les Français auraient voulu un match de revanche à Rotterdam, pour augmenter encore plus la cagnotte mais la KNVB a dit « non, pas de joueurs professionnels sur notre sol ».

## Répercussions sur le football aux Pays-Bas
En janvier 1953, l'emblématique président de la fédération de football, Karel Lotsy (nl) prend sa retraite, lors de son discours il déclare qu'

« un sport propre est nécessaire à la santé et le bien être de la jeunesse »

, cela doit être le fondement de la fédération. Alors que partout en Europe se créent des ligues professionnelles, il considère les joueurs qui partent à l'étranger pour gagner de l'argent comme de sales pros, de la racaille ou des traitres de la Patrie. Son successeur réitérera les mêmes convictions.

La presse tient un autre discours 

« Quand l'Opéra de Paris engage un jeune violoniste néerlandais, c'est un honneur pour nous. Chez les footballeurs c'est différent... Les pros néerlandais en France sont considérés comme des sous humains, car ils gagnent leur pain en jouant au football... même si dans l'exercice de leur métier ils montrent leur talent »

— Sportief, 8 janvier 1953
.
Directement après le match, Lo Brun, un membre de la fédération néerlandaise de football, déclare qu'après ce match on ne peut plus arrêter le professionnalisme aux Pays-Bas. Quelques mois plus tard, Gied Joosten, un entrepreneur néerlandais fonde la NBVB (Nederlandse Beroeps Voetbalbond) la fédération néerlandaise de football professionnel et par la suite le premier club pro du pays, le Fortuna'54. La nouvelle fédération compte dix nouveaux clubs pros, permettant aux joueurs évoluant à l'étranger de revenir au pays. Le premier match entre clubs pros se joue le 14 août 1954 à Alkmaar, entre Alkmaar'54 et le SC Venlo devant 13 000 spectateurs. Comme les matchs de la NBVB attiraient plus de spectateurs que ceux de la KNVB, après la 11e journée des championnats on s'accorda à fusionner les deux fédérations. Les saisons en cours sont arrêtées, et un nouveau championnat national est créé, le Kampioenscompetitie. La majorité des clubs de la NBVB fusionnent alors avec des clubs de la KNVB, en 1956 le championnat prend le nom de Eredivisie.
Le 13 mars 1955, soit deux ans après le match de bienfaisance à Paris, la première équipe nationale avec des joueurs pros fait son apparition avec un match nul 1 à 1 contre le Danemark. Un an plus tard, le 14 mars 1956 les Néerlandais battent le champion du monde en titre, l'Allemagne, à Düsseldorf, ce qui constitue le premier exploit des Oranjes.
Dès le début des années 1970, le football néerlandais sera dominant en Europe, avec l'Ajax Amsterdam et des joueurs comme Johan Cruyff ou Johan Neeskens. En 1974 et en 1978, les Pays-Bas seront finalistes de la Coupe du monde.
Le 31 mars 2004, à Rotterdam est organisée une rencontre entre l'équipe des Pays-Bas et l'équipe de France (score final 0 à 0) pour commémorer le match de Paris en 1953, qui est considéré aux Pays-Bas comme le déclencheur du football professionnel dans le pays.